# Lauren Williams
Pour les articles homonymes, voir Lauren Williams (taekwondo) et Williams.
Lauren Kiyomi Williams, née vers 1978, est une mathématicienne américaine connue pour ses travaux sur les algèbres amassées (en) et la géométrie tropicale. Elle est professeure de mathématiques à l'université Harvard depuis 2018.

## Formation
Lauren Williams est major de sa promotion au diplôme de fin d'études à la Palos Verdes Peninsula High School (en) en 1996. Elle poursuit ses études à l'université Harvard dont elle est diplômée en mathématiques en 2000 avec une mention très bien. Elle prépare son doctorat au Massachusetts Institute of Technology et soutient en 2005 une thèse intitulée Combinatorial Aspects of Total Positivity sous la direction de Richard P. Stanley.

## Carrière
Elle est chercheuse postdoctorale de la National Science Foundation (NSF) à Berkeley en 2005-2006 et assistante de recherche Benjamin Peirce et NSF à l'université Harvard de 2006 à 2009, puis elle rejoint le département de mathématiques de Berkeley en tant que professeure adjointe en 2009. Elle est promue professeure agrégée en 2013 puis professeure titulaire en 2016. 
Elle rejoint, en 2018, le département de mathématiques de Harvard où elle est nommée professeure titulaire, ce qui fait d'elle la deuxième femme professeure de mathématiques de cette université, après Sophie Morel qui a quant à elle quitté Harvard en 2012.

## Prix et distinctions
Elle est devenue l'une des premières fellows de l'American Mathematical Society en 2012. Elle est lauréate de la chaire junior de la Fondation sciences mathématiques de Paris en 2014. Elle est la lauréate 2016 du prix de recherche AWM–Microsoft en algèbre et théorie des nombres décerné conjointement par l'Association for Women in Mathematics et Microsoft Research, pour ses recherches en combinatoire algébrique, notamment ses contributions sur les grassmanniennes totalement non négatives, ses travaux sur les algèbres amassées (en) (cluster algebras en anglais), et sa démonstration (avec Musiker et Schiffler) de la conjecture de positivité de Laurent,.

## Publications
- (en) Lauren K. Williams, « Enumeration of totally positive Grassmann cells », Advances in Mathematics, vol. 190, no 2,‎ 2005, p. 319-342 (DOI 10.1016/j.aim.2004.01.003, MR 2102660, arXiv math/0307271).
- (en) Alex Postnikov, Victor Reiner et Lauren Williams, « Faces of generalized permutohedra », Documenta Mathematica, vol. 13,‎ 2008, p. 207-273 (MR 2520477).
- (en) Gregg Musiker, Ralf Schiffler et Lauren Williams, « Positivity for cluster algebras from surfaces », Advances in Mathematics, vol. 227, no 6,‎ 2011, p. 2241-2308 (DOI 10.1016/j.aim.2011.04.018, MR 2807089, arXiv 0906.0748).
- (en) Yuji Kodama et Lauren K. Williams, « KP solitons, total positivity, and cluster algebras », Proceedings of the National Academy of Sciences of the United States of America, vol. 108, no 22,‎ 2011, p. 8984-8989 (PMID 21562211, PMCID 3107278, DOI 10.1073/pnas.1102627108, Bibcode 2011PNAS..108.8984K, MR 2813307, arXiv 1105.4170).
- (en) Yuji Kodama et Lauren K. Williams, « KP solitons and total positivity of the Grassmannian », Inventiones Mathematicae, vol. 198, no 3,‎ 2014, p. 637-699 (DOI 10.1007/s00222-014-0506-3, MR 3279534).
- (en) Federico Ardila, Felipe Rincón et Lauren Williams, « Positroids and non-crossing partitions », Transactions of the American Mathematical Society, vol. 368, no 1,‎ 2016, p. 337-363 (DOI 10.1090/tran/6331, MR 3413866, arXiv 1308.2698).